# Кобецкий, Иосиф Ромуальдович
Ио́сиф (О́сип) Ромуа́льдович Кобе́цкий (1861, Новогрудок, Минская губерния или Троки, Виленская губерния — 24 декабря 1917  [6 января 1918], Киев) — русский горный инженер и геолог, специалист в области гидротехники, профессор Киевского коммерческого института.

## Биография
Родился в 1861 году в Троках (по другим данным — в Новогрудке). Отец — Ромуальд Ильич Кобецкий, выпускник Ришельевского лицея, преподавал в Новогрудской гимназии, с 1902 года был гахамом караимов западных губерний Российской империи.
В 1890 году окончил Санкт-Петербургский горный институт. Работал в Горном департаменте. Долгое время являлся ассистентом профессора С. Г. Войслава. В 1892 году избран действительным членом Императорского Санкт-Петербургского минералогического общества. С 1895 года жил в Киеве. Последовательно занимал должности помощника окружного инженера, инженера-гидротехника и инженера-гидравлика Управления земледелия и государственного имущества. Одновременно преподавал в Коммерческом и Политехническом институтах. С 1908 года был профессором прикладной геологии Киевского коммерческого института, для которого за свои средства создал и оборудовал минералогический кабинет с лабораторией.
Участвовал в жизни киевской караимской общины. На Общенациональном караимском съезде в Евпатории 27 августа — 3 сентября 1917 года его делегатами было принято решение обратиться к профессору И. Р. Кобецкому с просьбой изучить вопрос о водоснабжении крепости Чуфут-Кале, а также о проведении туда дороги из Бахчисарая. 
Умер 24 декабря 1917 (6 января 1918) года в Киеве. Похоронен на Киевском караимском кладбище.

## Труды
Основные исследования посвящены проблемам геологии, гидрогеологии и гидротехники.
- Гидротехнические исследования по линии Харьково-Николаевской железной дороги. — Х., 1895.
- Об артезианских колодцах г. Киева. — Киев, 1897.
- Полезные ископаемые на казенных землях Александрийского и Херсонского уездов. — Киев, 1899.
- Ивановское месторождение каменного угля и железных руд: [Воскресенские и Пятницкие копи]. — Киев, 1900.
- Буроугольные месторождения России // Вестник инженеров. — 1917. — № 3.